# جيرمين إينسلي
جيرمين إينسلي (بالإنجليزية: Jermaine Ainsley)‏ هو لاعب اتحاد الرغبي نيوزيلندي، ولد في 8 أغسطس 1995 في Cromwell, New Zealand ‏ في نيوزيلندا.

## وصلات خارجية
- جيرمين إينسلي عل موقع إسبنسكروم (الإنجليزية)
- جيرمين إينسلي على موقع ItsRugby.co.uk (الإنجليزية)